# Billy Swan (album)
| Recensione              | Giudizio |
| ----------------------- | -------- |
| AllMusic                | [ 1 ]    |
| Robert Christgau        | A-       |
| Dizionario del Pop-Rock | [ 3 ]    |

Billy Swan è il terzo album discografico solistico del cantante country statunitense Billy Swan, pubblicato dall'etichetta discografica Monument Records nel maggio del 1976.

## Tracce
Lato A
1. Just Want to Taste Your Wine – 2:28 (Bobby Emmons) – Registrato (circa) nel novembre 1975
2. Ms. Misery – 2:16 (Billy Swan) – Registrato (circa) nel febbraio del 1976
3. I Got It for You – 3:21 (Billy Swan, Dennis Linde) – Registrato (circa) nel febbraio del 1976
4. Number One – 2:34 (Marlu Swan, Billy Swan) – Registrato (circa) nel febbraio del 1976
5. Vanessa – 3:02 (Billy Swan, Dennis Linde) – Registrato (circa) nel febbraio del 1976
6. I Hear You Knockin' – 2:46 (Dave Bartholomew, Pearl King) – Registrato (circa) nel febbraio del 1976

Lato B
1. Lucky – 2:53 (Billy Swan, Dennis Linde) – Registrato (circa) nel febbraio del 1976
2. You're the One – 2:10 (Buddy Holly, Wayne Jennings, Slim Corbin) – Registrato (circa) nel febbraio del 1976
3. Love You Baby - To the Bone – 2:36 (Billy Swan, Dennis Linde) – Registrato (circa) nel novembre 1975
4. Your True Love – 3:03 (Carl Perkins) – Registrato (circa) nel febbraio del 1976
5. Blue Suede Shoes – 2:15 (Carl Perkins) – Registrato (circa) nel febbraio del 1976
6. Lover Please – 4:38 (Billy Swan) – Registrato nell'ottobre del 1974

## Musicisti
Just Want to Taste Your Wine
- Billy Swan - voce solista
- Dennis Linde - chitarra acustica
- John Christopher - chitarra acustica
- Reggie Young - chitarra elettrica
- Tim Krekel - chitarra elettrica
- Bobby Emmons - pianoforte, organo
- Bobby Wood - pianoforte elettrico
- Quitman Dennis - strumento a fiato
- Mike Leech - basso
- Jerry Carrigan - batteria
- The Jordanaires - accompagnamento vocale, cori

Ms. Misery
- Billy Swan - voce solista
- Dennis Linde- chitarra acustica
- Reggie Young - chitarra elettrica
- John Christopher - chitarra elettrica
- Bobby Wood - pianoforte
- Bobby Emmons - organo
- Gayle Whitfield - sassofono
- Mike Leech - basso
- Hayward Bishop - batteria

I Got It for You
- Billy Swan - voce solista
- Dennis Linde - chitarra acustica
- Scotty Moore - chitarra elettrica
- John Christopher - chitarra elettrica
- Reggie Young - chitarra elettrica
- Bobby Wood - pianoforte
- Bobby Emmons - organo
- Mike Leech - basso
- Jerry Carrigan - batteria
- The Jordanaires - accompagnamento vocale, cori

Number One
- Billy Swan - voce solista, pianoforte
- Reggie Young - chitarra elettrica
- Chip Young - chitarra elettrica
- Mike Leech - basso
- Hayward Bishop - batteria
- Jimmy Boyer - armonie vocali

Vanessa
- Billy Swan - voce solista, organo
- John Christopher - chitarra acustica
- Tim Krekel - chitarra acustica
- Reggie Young - chitarra elettrica
- Dennis Linde - chitarra elettrica
- Chip Young - chitarra elettrica
- Bobby Wood - pianoforte
- Mike Leech - basso
- Randy Cullers - batteria

I Hear You Knockin'
- Billy Swan - voce solista
- John Christopher - chitarra acustica
- Dennis Linde - chitarra elettrica
- Jerry Stembridge - chitarra elettrica
- Reggie Young - chitarra elettrica
- Bobby Wood - pianoforte
- Bobby Emmons - organo
- Dennis Quitman - strumento a fiato
- Mike Leech - basso
- Jerry Carrigan - batteria
- Farrell Morris - percussioni
- The Holladay Sisters - accompagnamento vocale, cori

Lucky
- Billy Swan - voce solista
- John Christopher - chitarra acustica
- Reggie Young - chitarra elettrica
- Tim Krekel - chitarra elettrica
- Chip Young - chitarra elettrica
- Bobby Wood - pianoforte
- Bobby Emmons - pianoforte elettrico
- Mike Leech - basso
- Randy Cullers - maracas
- Dennis Linde - guirro

You're the One
- Billy Swan - voce solista
- Dennis Linde - chitarra acustica
- John Christopher - chitarra acustica
- Reggie Young - chitarra elettrica
- Bobby Wood - pianoforte
- Bobby Emmons - organo
- Mike Leech - basso
- Hayward Bishop - batteria
- The Jordanaires - accompagnamento vocale, cori
- Bergen White - arrangiamento strumenti ad arco

Love You Baby - To the Bone
- Billy Swan - voce solista
- Dennis Linde - chitarra acustica
- Reggie Young - chitarra elettrica
- John Christopher - chitarra elettrica
- Chip Young - chitarra elettrica
- Bobby Wood - pianoforte
- Bobby Emmons - organo
- Mike Leech - basso
- Jerry Carrigan - batteria
- The Jordanaires - accompagnamento vocale, cori

Your True Love
- Billy Swan - voce solista, organo
- Carl Perkins - chitarra elettrica
- Reggie Young - chitarra elettrica
- Tim Krekel - chitarra elettrica
- Bobby Wood - pianoforte
- Bobby Emmons - pianoforte elettrico
- Mike Leech - basso
- Randy Cullers - batteria
- The Young'unaires - accompagnamento vocale, cori

Blue Suede Shoes
- Billy Swan - voce solista, organo
- Carl Perkins - chitarra elettrica
- Reggie Young - chitarra elettrica
- Dennis Linde - chitarra elettrica
- Tim Krekel - chitarra elettrica
- John Christopher - chitarra elettrica
- Bobby Wood - pianoforte
- Bobby Emmons - pianoforte elettrico
- Mike Leech - basso
- Randy Cullers - batteria

Lover Please
- Billy Swan - voce solista
- John Christopher - chitarra acustica
- Reggie Young - chitarra elettrica
- Scotty Moore - chitarra elettrica
- Bobby Wood - pianoforte
- Bobby Emmons - organo
- Charlie Rose - strumento a fiato
- Harrison Calloway - strumento a fiato
- Harvey Thompson - strumento a fiato
- Ron Eades - strumento a fiato
- Mike Leech - basso
- Hayward Bishop - batteria
- Farrell Morris - percussioni
- The Holladay Sisters - accompagnamento vocale, cori

Note aggiuntive
- Billy Swan e Chip Young - produttori
- Registrato e mixato al Young 'Un Sound di Murfreesboro, Tennessee (Stati Uniti)
- Chip Young - ingegnere delle registrazioni, ingegnere del mixaggio
- Ken Kim - art direction e fotografia
- Ringraziamenti speciali a: Carl Perkins (Go Cat), Scotty Moore, Bunny e tutto lo staff della CBS International e John Stembridge[6]

## Classifica
Album
| Anno | Classifica         | Posizione raggiunta |
| ---- | ------------------ | ------------------- |
| 1976 | Top Country Albums | 28                  |

Singoli
| Anno | Titolo del brano             | Classifica        | Posizione raggiunta |
| ---- | ---------------------------- | ----------------- | ------------------- |
| 1976 | Just Want to Taste Your Wine | Hot Country Songs | 45                  |
| 1976 | You're the One               | Hot Country Songs | 75                  |